# Acacia delicata
Acacia delicata é uma espécie de leguminosa do gênero Acacia, pertencente à família Fabaceae.